# Los Andes (Tungurahua)
Los Andes ist eine Ortschaft und eine Parroquia rural („ländliches Kirchspiel“) im Kanton Patate der ecuadorianischen Provinz Tungurahua. Die Parroquia besitzt eine Fläche von 21,81 km². Die Einwohnerzahl lag im Jahr 2010 bei 1391.

## Lage
Los Andes befindet sich knapp 6,5 km nördlich vom Kantonshauptort Patate an der Westflanke der Cordillera Real auf einer Höhe von 2320 m. Die Parroquia liegt im Nordwesten des Kantons. Die Flüsse Río Cuzatahua und Río Patate begrenzen das Gebiet im Nordwesten und im Westen. Der äußerste Osten liegt innerhalb des Nationalparks Llanganates.
Die Parroquia Los Andes grenzt im Osten an die Parroquia Sucre, im Süden an die Parroquia Patate, im Westen an den Kanton San Pedro de Pelileo sowie im Norden an den Kanton Santiago de Píllaro.